# Тина (Мисури)
Тина (енгл. Tina) град је у америчкој савезној држави Мисури.

## Демографија
По попису из 2010. године број становника је 157, што је 36 (-18,7%) становника мање него 2000. године.
| Група             | 2000.       | 2010.       |
| Белци             | 192 (99,5%) | 154 (98,1%) |
| Афроамериканци    | 0 (0,0%)    | 0 (0,0%)    |
| Азијати           | 0 (0,0%)    | 0 (0,0%)    |
| Хиспаноамериканци | 0 (0,0%)    | 0 (0,0%)    |
| Укупно            | 193         | 157         |